# Universitat dels Andes
La Universitat dels Andes, també anomenada Uniandes, és una universitat privada localitzada en el centre de ciutat de Bogotà, Colòmbia, fundada el 1948 per un grup d'intel·lectuals colombians liderats per Mario Laserna Pinzón i la primera universitat colombiana establerta com a laica i independent de qualsevol partit polític.
La universitat està formada per nou escoles, tres entitats acadèmiques especials -l'escola de govern Alberto Lleras Camargo, el Centre de Recerca i formació en Educació (Centro de Investigación y Formación en Educación, CIFE), i el Centre Interdisciplinari per Estudis de Desenvolupament (Centro Interdisciplinario de Estudios sobre Desarrollo, CIDER) - així com l'empresa acadèmica conjunta amb la institució mèdica Fundació Santa Fe de Bogotà. Ofereix 31 graus universitaris, 18 doctorats i 38 graus de llicenciatura, concedint programes en àrees de coneixement humà com medicina, enginyeria, ciència, llei i d'altres